# Hans Jørgen Lembourn
Hans Jørgen Lembourn, född 26 mars 1923 i Köpenhamn, död 28 augusti 1997, var en dansk författare, journalist och politiker.
Hans Jørgen Lembourn var son till Edgar Collin Lembourn, expeditionssekreterare på Finansministeriet, och Elisabeth ”Lily” Lembourn. Han avlade studentexamen från Statens og Hovedstadskommunernes Kursus 1941 och två år senare en näringsekonomisk avgångsexamen från Köpenhamns handelshögskola. Han började arbeta som journalist 1945 och var krigskorrespondent under det grekiska inbördeskriget 1947. Han blev cand.polit. (civilekonom) 1951 från Köpenhamns universitet och debuterade året innan som författare med Sandhedens forbandelse, en skildring av hans personliga erfarenheter från det grekiska inbördeskriget. Han var anställd som sekreterare på Erhvervenes Oplysningsråd 1952-1953, som litteraturkritiker på tidskriften Perspektiv 1953-1963, och som lärare på en aftonskola under Folkeligt Oplysningsforbund 1955-1960. Inom journalistiken var han krönikör för Politiken och sedan för Berlingske Tidende (1953-1960) och B.T. (1960-1968), från 1968 som kolumnist. Under samma period företog han flera längre resor; däribland till Italien och Frankrike, Afrika (1954-1955), Amerika (1957), Spanien (1959) Öst- och Sydostasien (1963) samt flera resor till Grönland under perioden 1965-1972. Dessa resor skildras i flera av hans böcker.
Hans Jørgen Lembourn var politiker för Det Konservative Folkeparti. Han var ledamot i partiets nomineringsgrupp i Tikøb-Nords valkrets 1961-1972 och i Tikøb kommuns naturreservatsnämnd (da: Fredningsnævn) 1962-1968. Han blev invald till Folketinget första gången 1964 för Næstveds valkrets och var folketingsledamot fram till 1976. Under denna tid var han bl.a. ledamot i Amnesty Internationals parlamentarikergrupp (från 1967), i Greklandskommittén (från 1968) och Grønlandsrådet (från 1968). Han var en av Danmarks FN-delegater vid generalförsamlingarna 1969 och 1970. I Folketinget var Lembourn ledamot av utbildningsutskottet (1964-1971), ombudsmansutskottet (1968-1971), u-landsutskottet (1968-1971), forskningsutskottet (1968-1971), finansutskottet (1970-1971) samt i miljö- och kulturutskotten (1972-1976). Under slutet av sin politiska karriär var han politisk vilde och misslyckades med ett försök att bilda ett eget liberalt/moderat parti, De Moderate. Han gick därefter med i Socialdemokratiet.
Lembourn var ordförande av Dansk Forfatterforening 1971-1981 och av Dansk Kunstnerråd 1978-1987. Från 1973 fram till sin död var han gift med skådespelerskan Ellen Winther Lembourn.